# Hwang Sun-hong
Hwang Sun-Hong (Yesan, Corea del Sud, 14 de juliol de 1968) és un exfutbolista sud-coreà. Va disputar 103 partits amb la selecció sud-coreana.